# 21. март
21. март (21.03) је 80. дан у години по грегоријанском календару (81. у преступној години). До краја године има још 285 дана.

## Догађаји
- 1421 — Франко-шкотска војска је у бици код Божеа поразила надмоћнију енглеску војску Томаса од Ланкастера.
- 1556 — Кантерберијски надбискуп Томас Кранмер спаљен на ломачи као јеретик у време римокатоличке реакције краљице Мери I.
- 1804 — Ступио на снагу Наполеонов кодекс, француски кривични и грађански закон, којим је цар Наполеон I, тада „доживотни конзул“, реформисао правосуђе.
- 1829 — У земљотресу у који је погодио град Торевијеху у Шпанији погинуло је 389 људи.
- 1871 — Канцелар Ото фон Бизмарк отворио прву седницу Рајхстага новог Немачког царства.
- 1884 — У Француској легализовани синдикати.
- 1918 — Почела је операција Михаел, прва фаза последње немачке офанзиве у Првом светском рату.
- 1919 — Под вођством комунисте Беле Куна у Мађарској оборена Влада и проглашена Мађарска Совјетска Република. Совјетска влада поднела оставку 1. августа, а власт преузели десно оријентисане социјалдемократе.
- 1921 — Декретом бољшевичке владе уведена је Нова економска политика у Совјетској Русији због привредних неуспеха ратног комунизма.
- 1945 — Британски авиони у Другом светском рату бомбардовали седиште Гестапоа у Копенхагену, у којем је погинуло више од 70 немачких нациста. Грешком погођена и француска школа, погинуло 86 деце и 10 калуђерица.
- 1952 — Кваме Нкрума постао премијер Гане, као први Африканац јужно од Сахаре на положају председника Владе.
- 1960 — У јужноафричком граду Шарпвил убијено најмање 79 људи, рањено преко 180, када је полиција отворила ватру на мирне демонстрације црнаца против расистичког режима.
- 1963 — Трансфером 27 последњих заточеника затворен је "Алкатраз", по максималној безбедности чувен затвор у заливу Сан Франциска.
- 1975 — Привремено војно веће Етиопије на челу с вођом пучиста, потпуковником Менгистуом Хајле Маријамом, укинуло 3.000 година стару етиопску царевину.
- 1991 — На седници Председништва СФРЈ постигнут договор да председници република почну преговоре о будућности савезне државе. Први од шест сусрета одржан 28. марта у Сплиту.
- 1991 — У лошем времену и тешком диму од запаљених кувајтских извора нафте, у Кувајту се срушио саудијски транспортни авион. Погинули сви путници у авиону, односно 92 сенегалска војника и шест Саудијаца, чланова посаде.
- 1997 — Председници Русије и САД Борис Јељцин и Бил Клинтон сагласили се на самиту у Хелсинкију да смање нуклеарне арсенале.
- 1998 — Косовски Албанци одржали друге паралелне, нелегитимне парламентарне и председничке изборе. За председника непризнате Републике Косово изабран Ибрахим Ругова, најистакнутији лидер косовских Албанаца у борби за независност Косова од Србије.
- 1999 — У нападу албанских екстремиста на полицијску патролу у центру Приштине убијена четири српска полицајца.
- 2000 — Папа Јован Павле II стигао у прву званичну посету Израелу.
- 2001 — Влада Холандије потврдила случај шапа и слинавке, као друга земља у Европи у којој се појавила та сточна болест.
- 2002 — Папа Јован Павле II први пут јавно саопштио да постоји велики број случајева сексуалног злостављања малолетника, које су починили католички свештеници и које је оптужио за гажење завета и придруживање ђаволу.
- 2003 —
  - Јужноафричка Комисија за истину и помирење објавила крај рада. Комисија основана 1995. да би истражила кршење људских права током апартхејда, владавине мањине белаца. Председник Комисије, надбискуп Дезмонд Туту, приморао Владу да на име обештећења исплати 270 милиона долара жртвама, којих је било око 20.000 и који су сведочили о злочинима у том периоду.
  - Америчке снаге ракетирале палате ирачког председника Садама Хусеина и кључне државне институције у Багдаду. Осам британских и четири америчка војника погинула када се хеликоптер срушио на ирачкој граници, као прве жртве рата у Ираку.

## Рођења
- 1685 — Јохан Себастијан Бах, немачки композитор. (прем. 1750)[1]
- 1768 — Жозеф Фурије, француски математичар и физичар. (прем. 1830)[2]
- 1839 — Модест Мусоргски, руски композитор. (прем. 1881)[3]
- 1898 — Луј Адамич, амерички књижевник словеначког порекла. (прем. 1951)[4]
- 1913 — Иван Горан Ковачић, хрватски књижевник. (прем. 1943)[5]
- 1925 — Питер Брук, енглески редитељ. (прем. 2022)[6]
- 1925 — Хуго Коблет, швајцарски бициклиста. (прем. 1964)[7]
- 1927 — Халтон Арп, амерички астроном. (прем. 2013)[8]
- 1927 — Ханс-Дитрих Геншер, немачки политичар. (прем. 2016)[9]
- 1935 — Брајан Клаф,  енглески фудбалер и фудбалски тренер. (прем. 2004)
- 1946 — Тимоти Далтон, британски глумац.[10]
- 1949 — Славој Жижек, словеначки филозоф и социолог.[11]
- 1949 — Еди Мани, амерички музичар. (прем. 2019)[12]
- 1953 — Вера Зима, хрватска глумица. (прем. 2020)[13]
- 1958 — Гари Олдман, енглески глумац.[14]
- 1960 — Аиртон Сена, бразилски аутомобилиста, возач Формуле 1. (прем. 1994)[15]
- 1961 — Лотар Матеус, немачки фудбалер и фудбалски тренер.[16]
- 1962 — Метју Бродерик, амерички глумац.[17]
- 1963 — Роналд Куман, холандски фудбалер и фудбалски тренер.[18]
- 1967 — Мирослав Пецарски, српски кошаркаш.[19]
- 1967 — Максим Ријалити, енглески музичар, најпознатији као вокал групе The Prodigy.[20]
- 1967 — Јанис Сферопулос, грчки кошаркаш и кошаркашки тренер.
- 1970 — Игор Бутулија, српски рукометаш.[21]
- 1975 — Драган Луковски, српски кошаркаш.[22]
- 1975 — Фабрисио Оберто, аргентински кошаркаш.[23]
- 1978 — Кевин Федерлајн, амерички хип хоп музичар, ди-џеј, глумац, рвач и модел.[24]
- 1980 — Роналдињо, бразилски фудбалер.[25]
- 1983 — Софија Замоло, аргентинска ТВ водитељка и модел.[26]
- 1984 — Таренс Кинси, амерички кошаркаш.[27]
- 1989 — Жорди Алба, шпански фудбалер.[28]
- 1991 — Антоан Гризман, француски фудбалер.[29]
- 1992 — Каролина Плишкова, чешка тенисерка.[30]
- 1993 — Лука Митровић, српски кошаркаш.[31]
- 1995 — Брано Ђукановић, српски кошаркаш.[32]
- 1995 — Ђорђе Каплановић, српски кошаркаш.[33]
- 1997 — Мартина Стосел, аргентинска певачица и глумица.[34]
- 2000 — Џејс Норман, амерички глумац.[35]

## Смрти
- 1762 — Никола Луј де Лакај, француски астроном (рођ. 1713)[36]
- 1772 — Александар Кокоринов, руски архитекта и професор (рођ. 1726)
- 1936 — Александар Глазунов, руски композитор. (рођ. 1865)[37][38]
- 1990 — Лав Јашин, совјетски голман, један од најбољих голмана свих времена. (рођ. 1929)[39]
- 1991 — Лео Фендер, амерички конструктор електричне гитаре. (рођ. 1909)[40]
- 1993 — Варткес Баронијан, композитор, музички уредник ТВ Београд, професор Факултета драмских уметности у Београду (рођ. 1933)[41]
- 1998 — Галина Уљанова, руска балерина (рођ. 1910)[42]
- 2003 — Иво Кушанић, новинар, сликар и карикатуриста. (рођ. 1924)[43]
- 2011 —
  - Николај Андријанов, совјетски гимнастичар, најтрофејнији гимнастичар свих времена, олимпијски победник.(рођ. 1952)[44]
  - Џо Вили Пајнтоп Перкинс, амерички блуз музичар, најстарији добитник награде "Греми". (рођ. 1913)

## Празници и дани сећања
- Међународни празници
  - Међународни дан за елиминацију расне дискриминације
  - Светски дан поезије
  - Светски дан шума
  - Светски дан особа са Дауновим синдромом
- Дан независности Намибије (од Јужноафричке Републике 1990. године)
- Српска православна црква слави:
  - Светог Теофилакта - епископа никомидијског
  - Светог свештеномученика Теодорита